# Полока, Геннадий Иванович
Генна́дий Ива́нович Поло́ка (15 июля 1930 — 5 декабря 2014) — советский и российский киноактёр, кинорежиссёр, сценарист, продюсер и педагог. Работал на киностудиях Москвы, Ленинграда, Одессы и Белоруссии. Народный артист Российской Федерации (1998).

## Биография

### Ранние годы
Геннадий Полока родился в Самаре, на Волге, а детство провёл в городе Каинске (ныне — город Куйбышев Новосибирской области) в 1930 году. Фамилия Полока — словацкая. Его прадед по отцовской линии эмигрировал из Австро-Венгрии в Российскую империю в преддверии Первой мировой войны, опасаясь геноцида славян. О своих корнях режиссёр говорил: «Вообще, в моей семье много было национальностей: были поляки, были немцы, украинцы... У меня такая странная фамилия. И каждый раз, когда я приезжаю в какую-нибудь страну, возникает вопрос на пресс-конференции: «Какой вы национальности?» И я так твёрдо говорю: «Я — русский». Я действительно очень люблю Россию и больше десяти дней за границей прожить не могу».
В детстве имел много увлечений: обучался в музыкальной школе для особо одарённых детей, увлекался балетом, посещал художественную студию. В 1940 году в возрасте 10 лет посмотрел фильм «Большой вальс» режиссёра Жюльена Дювивье и с тех пор вознамерился стать режиссёром. Войну провёл с матерью в эвакуации в Новосибирске. Трудился на лесоповале, возил овощи из колхоза в город, работал сопровождающим товарных вагонов, шедших на фронт.
После войны пытался поступить на режиссёрский факультет, но в приёмной комиссии сочли его слишком молодым. В 1947—1951 годах учился на актёрском отделении Высшего театрального училища имени М. С. Щепкина (мастерская М. Кнебель и Л. Волкова). В 1957 году Геннадий Полока окончил режиссёрский факультет ВГИКа (мастерская Льва Кулешова и Александры Хохловой).

### Режиссёрская карьера
Дебютировал в качестве документалиста с короткометражным фильмом «Икарийские игры» (1956) и полнометражным фильмом о III Всемирных спортивных играх студентов «Наши гости» (1958). С 1957 года — режиссёр киностудии «Мосфильм». Работал ассистентом режиссёра у Михаила Ромма, Юлия Райзмана, Григория Александрова, Александра Алова, Владимира Наумова и Бориса Барнета.
В 1960 году Полока приступил к съёмкам фильма «Чайки над барханами» на студии «Туркменфильм». Сюжет картины охватывал строительство водоканала в пустыне. По словам режиссёра, «...я снял жестокий фильм. Когда руководители республики увидели отснятый материал, они пришли в ужас. Мне посоветовали «переориентироваться», иными словами, переделать фильм в «жизнеутверждающем духе». А я... советам не внял, продолжал снимать по-своему». Художественный совет Министерства культуры СССР высоко оценил отснятый материал. Тогда руководство Туркменской ССР завело против режиссёра уголовное дело. «Чего только в нём не было: и растраты, и наркотики, и золото... К этому времени начали действовать две так называемые рокотовские статьи, по которым за этого рода преступления можно было и расстрел получить». Дело длилось полтора года, его удалось закрыть только после вмешательства Союза кинематографистов и лично Екатерины Фурцевой. Полока был признан невиновным, однако производство фильма как «политически вредного» было остановлено.
В 1962 году Геннадий Полока снимает детский фильм «Капроновые сети» совместно с Леваном Шенгелия, а в 1966 году на студии «Ленфильм» была поставлена картина «Республика ШКИД» по мотивам одноимённой книги Григория Белых и Л. Пантелеева, принёсшая режиссёру всесоюзную популярность. По итогам 1966 года, картина заняла двенадцатое место в прокате, и её посмотрело 32,6 миллионов зрителей.
В 1967—1968 годах Полока работал над фильмом «Интервенция» по мотивам одноимённой пьесы Льва Славина. Фильм, снятый в стиле комедий буфф 1920-х годов, был запрещён как «политически и художественно чуждый», о чём свидетельствует секретный циркуляр секретаря ЦК КПСС П. Н. Демичева. Восстановлен и выпущен на экран только в 1988 году во время Перестройки.
Впоследствии режиссёр работал в различных жанрах. Сценарий приключенческого фильма «Один из нас» (1970) о подвиге советских контрразведчиков был предложен Геннадию Полоке как «последняя возможность продемонстрировать свою политическую лояльность». Съёмки велись на студии «Мосфильм». Картина, однако, была признана вредной и выпущена в прокат без рекламы. Тем не менее, она снискала популярность у интеллигенции. Далее последовала комедия «Одиножды один» по сценарию Виктора Мережко. Фильм был запущен после настойчивых просьб одного из руководителей «Ленфильма» Иосифа Хейфица. После завершения фильм был подвергнут тотальному политическому остракизму в официальных средствах массовой информации, а режиссёра «за глумление над простым советским человеком» окончательно лишили права на постановку в кино с формулировкой «как не сделавшего выводы из своих идеологических заблуждений».
В 1976 году Сергей Лапин неожиданно предложил Полоке пост художественного руководителя студии музыкальных фильмов ТО «Экран», который он и занимал в течение последующих пяти лет, сотрудничая с молодыми режиссёрами. Так, под руководством Полоки были выпущены телефильмы «Артём» («Одесская киностудия», 1977), «Жил-был настройщик» (ТО «Экран», 1978) и «Мелодия на два голоса» (ТО «Экран», 1979), где Полока также был режиссёром окончательного варианта картины.
С 1980 года Геннадий Иванович работает на киностудии «Беларусьфильм». В 1981 году завершилась работа над фильмом «Наше призвание» (3 серии) по мотивам книги Н. Огнёва «Дневник Кости Рябцева». Телесериал задумывался как продолжение тематической линии об истории советской школы, начатой в «Республике ШКИД». Спустя пять лет было снято продолжение: полнометражный фильм «Я — вожатый форпоста», рассказывающий о дальнейших судьбах героев. Кроме того, в 1982 году вышел мини-сериал «Его отпуск» (4 серии), где Полока выступил художественным руководителем, а также режиссёром финального варианта под псевдонимом Егор Геращенко.
В своих последних фильмах режиссёр вновь вернулся к теме постреволюционных лет. Его криминальная комедия «А был ли Каротин?» в 1989 году была удостоена Золотой медали Ватикана. За фильм-трагедию «Возвращение Броненосца» (1996) по мотивам одноимённой повести Алексея Каплера режиссёр был удостоен Приза Президентского совета кинофестиваля в Сочи «Кинотавр». Премьеры фильма, посвящённого 100-летию кинематографа, прошли в 25-ти странах мира, в том числе и в зале штаб-квартиры ЮНЕСКО. Картина «Око за око» (2010) по повести Бориса Лавренёва «Седьмой спутник» стала последней работой Геннадия Полоки.

### Прочее
В 1974—1976 годах — главный режиссёр драматического театра МГУ.
С 1987 года — председатель Бюро режиссёров Союза Кинематографистов СССР и председатель оргкомитета Гильдии режиссёров СК СССР.
В 1988—2002 годах — руководитель мастерской на режиссёрском факультете ВГИКа, выпустил 4 мастерских. В 1991—1993 годах руководил режиссёрской мастерской на Высших курсах сценаристов и режиссёров, а также преподавал в Королевском колледже искусств в Лондоне. Профессор. С 1988 года практически ежегодно Полока проводил мастер-классы в ведущих киношколах мира: Лондоне, Вашингтоне, Нью-Йорке, Сиракузах (США), Белграде, Калькутте, Монреале, Гвадалахаре (Мексика) и др.
С 2000 года — заместитель председателя Союза Кинематографистов России по международным связям. С 2002 года — президент Международного кинофестиваля стран СНГ и Прибалтийских государств «Новое кино. XXI век». С 2003 года — председатель оргкомитета Национальной Академии кинематографических искусств и наук России, а с 2004 года — первый вице-президент Национальной Академии кинематографических искусств и наук России. С 2008 года — секретарь Союза кинематографистов России. С 2009 года исполнял обязанности председателя Московского отделения СК России.
С 2012 года — председатель оргкомитета Всероссийского общества друзей кино.

## Смерть и похороны

Могила на Ваганьковском кладбище

Геннадий Иванович Полока скончался в Москве 5 декабря 2014 года на 85-м году жизни. Прощание с режиссёром состоялось 9 декабря в Доме кино. В тот же день его похоронили на Ваганьковском кладбище.

## Семья
Жена — Юлия Бурыгина.
Жена — Ольга Полока (третий брак).
Дочери — Наталия, Вероника.

## Признание и награды
- Заслуженный деятель искусств Российской Федерации (27 августа 1992 года) — за заслуги в области искусства.[6]
- Народный артист Российской Федерации (13 октября 1998 года) — за большие заслуги в области киноискусства.[7]
- Орден «За заслуги перед Отечеством» IV степени (29 декабря 2011 года) — за большие заслуги в развитии отечественной культуры и искусства, многолетнюю плодотворную деятельность.[8]
- «Кинотавр — Приз Президентского Совета 1996 года за фильм «Возвращение „Броненосца“».
- Приз Международного кинофестиваля «Листопад» в Минске за фильм «Возвращение „Броненосца“».
- Приз зрительских симпатий на Международном кинофестивале в Онфлере (Франция) за фильм «Возвращение „Броненосца“».
- Приз кинофестиваля актёров кино «Созвездие» режиссёру Геннадию Полоке «За создание лучшего актёрского ансамбля» — фильм «Око за око».
- Приз международного кинофестиваля военно-патриотического фильма имени С. Ф. Бондарчука «Волоколамский рубеж» «За лучшую режиссуру» — фильм «Око за око».
- Приз «За вклад в киноискусство» на кинофестивале во Владикавказе.
- Приз «За вклад в киноискусство» сербского кинофонда (Сербия).
- Спецприз всекитайского Союза Кинематографистов «За вклад в киноискусство».
- Приз Министерства культуры Китая «За продолжение революционных традиций».
- Приз имени Л. Кулешова и А. Хохловой «За выдающиеся достижения в кинообразовании».
- Приз Международного кинофестиваля в Риге «За вклад в развитие кинематографии».
- Приз международного кинофестиваля военно-патриотического фильма имени С. Ф. Бондарчука «Волоколамский рубеж» режиссёру Геннадию Полоке «За вклад в развитие кинематографа».

## Фильмография

### Режиссёр
- 1957 — Наши гости из далёких стран (документальный)
- 1957 — Жизнь
- 1960 — Чайки над барханами (не закончен)
- 1962 — Капроновые сети (совместно с Леваном Шенгелия)
- 1966 — Республика ШКИД
- 1968 — Интервенция (восстановлен и выпущен в 1987 году)
- 1971 — Один из нас
- 1974 — Одиножды один
- 1981 — Наше призвание
- 1981 — Его отпуск
- 1984 — Три процента риска
- 1986 — Я — вожатый форпоста
- 1989 — А был ли Каротин?
- 1990 — Солдатушки — бравы ребятушки (под псевдонимом Любовь Омельченко)
- 1996 — Возвращение «Броненосца» (телесериал)
- 1997 — Возвращение «Броненосца» (киноверсия для проката)
- 2010 — Око за око

### Сценарист
- 1957 — Жизнь
- 1981 — Наше призвание (совместно с Е. Митько)
- 1986 — Я — вожатый форпоста (совмест с Е. Митько)
- 1989 — А был ли Каротин? (совме с В. Дёминым, В. Ишимовым)
- 1996 — Возвращение «Броненосца» (совме с В. Брагиным)
- 2010 — Око за око

### Актёр
- 1966 — Ярость — Зубаревич
- 1969 — Рокировка в длинную сторону — Генри Орланд
- 1970 — Секундомер — Семён, муж Нины (навещал старого школьного учителя)
- 1971 — Ночь на 14-й параллели
- 1972 — Принц и нищий — лорд Гертфорд, дядя принца
- 1974 — Совесть — врач, однофамилец Степана Волощук (четвёртая серия)
- 1983 — Как я был вундеркиндом — дипломат, учитель английского

### Продюсер
- 1996 — Возвращение «Броненосца»